# Calorezia
Calorezia  es un género  de plantas con flores en la familia Asteraceae. Comprende 2 especies descritas.
Las dos especies fueron separadas de género Perezia en 2007. Son plantas herbáceas perennifolias con las flores de color rosa-violeta.

## Taxonomía
El género fue descrito por Panero y publicado en Phytologia 89(2): 199–200. 2007. La especie tipo es: Calorezia nutans (Less.) Panero

## Especies
- Calorezia nutans (Less.) Panero
- Calorezia prenanthoides (Less.) Panero -